# Nematus miliaris
Nematus miliaris é uma espécie de insetos himenópteros, mais especificamente de moscas-serra pertencente à família Tenthredinidae.
A autoridade científica da espécie é Panzer, tendo sido descrita no ano de 1797.
Trata-se de uma espécie presente no território português.